# Флаг Ленского района (Архангельская область)
Флаг муниципального образования «Ле́нский муниципальный район» Архангельской области Российской Федерации — опознавательно-правовой знак, служащий официальным символом муниципального образования.
Флаг утверждён 6 мая 2011 года и внесён в Государственный геральдический регистр Российской Федерации с присвоением регистрационного номера 6923.

## Описание
«Прямоугольное полотнище с отношением ширины к длине 2:3, состоящее из трёх горизонтальных полос — голубой, белой и голубой в соотношении 1:5:1; на верхней голубой и белой полосе вплотную к нижней голубой полосе изображена зелёная ель с сидящими на ветвях двумя жёлтыми белками».

## Символика
Флаг создан с учётом герба Ленского муниципального района, который языком символов и аллегорий отражает исторические, культурные и природно-географические особенности Ленского муниципального района.
Символика фигур флага многозначна:
— две белки заимствованы из исторического герба Яренска — районного центра, Высочайше утверждённого 2 (13) октября 1781 года.
— белки, сидящие на ели, символизируют богатую северную лесную природу, разнообразную флору и фауну. Западная часть района лежит в пределах одного из крупнейших в Европе массивов тайги, не затронутых вмешательством человека.
Голубые полосы отражает важную роль рек в жизни местного населения, по территории района протекают реки Вычегда, Яренга и ещё целый ряд менее крупных рек.
Белый цвет (серебро) — символ чистоты, совершенства, мира и взаимопонимания.
Жёлтый цвет (золото) — символ богатства, стабильности, уважения и интеллекта.
Зелёный цвет — символ природы, здоровья, молодости, жизненного роста.
Голубой цвет (лазурь) — символ чести, благородства, духовности, возвышенных устремлений.